# Gyeolseong-myeon
Gyeolseong-myeon (koreanska: 결성면) är en socken i kommunen Hongseong-gun i provinsen Södra Chungcheong i Sydkorea, 120 km söder om huvudstaden Seoul.